# Scots Wha Hae
Scots Wha Hae ("Skotové, kteří...") je vlastenecká skotská píseň, která po staletí sloužila jako neoficiální hymna Skotska, v poslední době však tuto úlohu převzaly písně Scotland the Brave a Flower of Scotland.
Slova písně napsal Robert Burns v roce 1793. Mají formu proslovu Roberta Bruceho před bitvou u Bannockburnu roku 1314, ve které Skotové porazili vojsko anglického krále Eduarda II. a získali suverenitu na Anglii. Burns napsal slova na melodii staré skotské písně Hey Tuttie Tatie, kterou podle tradice měla hrát Bruceova armáda v bitvě u Bannockburnu a francouzsko-skotská armáda v bitvě o Orléans.

## Slova písně
| Původní verze ve skotštině Scots, wha hae wi Wallace bled, Scots, wham Bruce has aften led, Welcome tae yer gory bed, Or tae victorie. | Anglický překlad Scots, who have with Wallace bled, Scots, whom Bruce has often led, Welcome to your gory bed Or to victory.           |
| Now's the day, an now's the hour: See the front o battle lour, See approach proud Edward's power - Chains and Slaverie.                | Now is the day, and now is the hour: See the front of battle lower (threaten), See approach proud Edward's power - Chains and slavery. |
| Wha will be a traitor knave? Wha will fill a coward's grave? Wha sae base as be a slave? Let him turn an flee.                         | Who will be a traitor knave? Who will fill a coward's grave? Who's so base as be a slave? - Let him turn, and flee.                    |
| Wha, for Scotland's king and law, Freedom's sword will strongly draw, Freeman stand, or Freeman fa, Let him on wi me.                  | Who for Scotland's King and Law Freedom's sword will strongly draw, Freeman stand or freeman fall, Let him follow me.                  |
| By Oppression's woes and pains, By your sons in servile chains! We will drain our dearest veins, But they shall be free.               | By oppression's woes and pains, By your sons in servile chains, We will drain our dearest veins But they shall be free.                |
| Lay the proud usurpers low, Tyrants fall in every foe, Liberty's in every blow! - Let us do or dee.                                    | Lay the proud usurpers low, Tyrants fall in every foe, Liberty is in every blow, Let us do or die!                                     |

## Česká vydání
- Výbor z písní a ballad, Praha: Jan Otto 1892, přeložil Josef Václav Sládek, výbor obsahuje tuto báseň pod názvem Před bitvou u Bannockburnu.
- Písně a balady, Praha: SNKLHU 1959, přeložil Josef Václav Sládek, výbor obsahuje tuto báseň pod názvem Před bitvou u Bannockburnu.
- Darebné verše Roberta Burnse, Praha: SNKLU 1963, přeložil Jiří Valja, výbor obsahuje tuto báseň pod názvem My krváceli.